# 河套李村
河套李村 ，中华人民共和国山东省东营市利津县北宋镇所辖行政村。位于利津县西南部。全村人口130户，480人(2010年底)。耕地面积1030亩。行政区划代码370522101251。